# Крамський Семен Володимирович
Семе́н Володи́мирович Кра́мський (1979—2024) — лейтенант Збройних сил України, учасник російсько-української війни. Герой України (2025, посмертно).

## Життєпис
Народився 2 червня 1979 року в місті Полтава. 
З початком повномасштабного російського вторгнення добровільно долучився до лав десантно-штурмових військ. 30 липня 2024 року отримав звання лейтенанта. 
Загинув 22 вересня 2024 року на Донеччині внаслідок артилерійського обстрілу.

## Нагороди
- Звання Герой України з удостоєнням ордена «Золота Зірка» (21 лютого 2025, посмертно) — за особисту мужність і героїзм, виявлені у захисті державного суверенітету та територіальної цілісності України, самовіддане служіння Українському народові[2].